# Stine Kinck
Stine Kinck, også kendt som Stina Kinck, er en Pop/R&B-sangerinde fra Danmark. Hun har turneret med von Daler & Low Pressure fra 2008 og var med på deres album Bitter Sweet fra 2012, hvor hun også var med til at skrive sangene. Hun har skrevet både melodi og tekst til sangen "Kom med mig" i 2010. Sangen er brugt i filmen Min søsters børn vælter Nordjylland.
I år 2015 startede hun som korsanger for Rasmus Seebach. Hun fortsatte som korsanger for Rasmus Seebach i 2016. Hun synger kor for Rasmus Seebach sammen med Ayoe Angelica og sangcoachen Sophie Ziedoy.